# مرد عنکبوتی ضربه متقابل می‌زند
مرد عنکبوتی ضربه متقابل می‌زند (انگلیسی: Spider-Man Strikes Back) یک فیلم ابرقهرمانی لایو اکشن آمریکایی در سال ۱۹۷۸ است که خارج از کشور به صورت سینمایی به عنوان ترکیبی از اپیزود دو بخشی «گرد و غبار کشنده» از مجموعه تلویزیونی مرد عنکبوتی شگفت‌انگیز، که در ۸ می ۱۹۷۸ منتشر شد. کارگردانی آن را ران ساتلوف و نویسندگی را رابرت جانس برعهده داشت. در این فیلم نیکلاس هاموند در نقش شخصیت اصلی، رابرت آلدا، رابرت اف. سایمون، جوآنا کامرون و مایکل پاتاکی بازی می‌کردند. این فیلم دنباله‌ای بر فیلم مرد عنکبوتی (۱۹۷۷) و پس از آن مرد عنکبوتی: چالش اژدها (۱۹۸۱) ساخته شد.

## داستان
در دانشگاه ایالتی نیویورک، یکی از معلمان پیتر پارکر به‌طور تصادفی به سه دانش آموز تمام مواد مورد نیاز برای ساخت بمب اتمی را داده‌است. دانش آموزان از پلوتونیوم برای ساختن بمب استفاده می‌کنند تا خطرات انرژی هسته ای را نشان دهند. در حالی که پیتر پارکر سعی می‌کند بفهمد چه اتفاقی افتاده‌است، پلیس به او مظنون به این جنایت می‌شود و پیتر باید با روزنامه‌نگار جذابی به نام گیل هافمن که مصمم است پس از نجات یک مرد عنکبوتی با مرد عنکبوتی مصاحبه کند، برخورد کند. جهنده انتحاری
دانش‌آموزان برای بیان نظر خود مقداری پلوتونیوم از آزمایشگاه می‌دزدند. مرد عنکبوتی در تلاشی ناموفق برای جلوگیری از سرقت در صحنه ظاهر می‌شود. اما مرد عنکبوتی توسط مأموران امنیتی دیده می‌شود و طبیعتاً مقصر این سرقت می‌شود. در همین حال، در سوئیس، آقای وایت، شرور، گزارش روزنامه‌ای از سرقت را می‌خواند و استنباط می‌کند که دانش‌آموزان بودند و نه مرد عنکبوتی که مواد رادیواکتیو را دزدیدند. او قصد دارد دانش آموزان را از دست‌آوردهای نامناسبشان رهایی بخشد. او بلافاصله به همراه سرسپردهٔ هیولایی خود، فرشته، عازم ایالات متحده می‌شود.
وایت از سرسپردگانش می‌خواهد پلوتونیوم را بدزدند تا او بتواند نسخه‌ای از سلاح خود را به دست آورد. مرد عنکبوتی مجبور می‌شود این شرور مکر را شکست دهد تا از منفجر کردن مرکز تجارت جهانی جلوگیری کند. وایت در تلاش برای یافتن پلوتونیوم، پیتر را می‌رباید. هنگامی که یکی از دانش آموزان دزدی به دلیل مسمومیت با تشعشع در بیمارستان بستری می‌شود، پیتر برای ردیابی پلوتونیوم به مرد عنکبوتی تغییر می‌کند. اما وایت و فرشته اول به آنجا می‌رسند. در دعوای بعدی، مرد عنکبوتی یک ساختمان دوازده طبقه را به پایین پرتاب کرد و به پایین فرورفت، ظاهراً تا حد مرگ. او با تشکیل توری با تارهایش خود را از شیرجه مرگ نجات می‌دهد. اما در سردرگمی، وایت و آنجل با پلوتونیوم فرار می‌کنند.
جیمز جونا جیمسون، صاحب دیلی بیوگل، متوجه می‌شود که وایت به لس آنجلس گریخته است و ترتیبی می‌دهد که پیتر پارکر و گیل هافمن در جستجوی وایت به ساحل غربی سفر کنند. آقای وایت در ازای منفجر نکردن بمب پلوتونیومی در یک منطقه پرجمعیت، ۱٬۰۰۰٬۰۰۰٬۰۰۰ دلار می‌خواهد. مقامات به اشتباه تصور می‌کنند که منظور او نیویورک است. در واقع، وایت قصد دارد در زمانی که رئیس‌جمهور در آنجا سخنرانی می‌کند، بمب را در لس آنجلس منفجر کند.
مرد عنکبوتی سرانجام وایت را تا لانه‌اش دنبال می‌کند و از نقشه‌های وایت مطلع می‌شود. او بمب را پیدا می‌کند و در آخرین ثانیه آن را خنثی می‌کند. اما وایت فرار کرد و قول داد که او و مرد عنکبوتی دوباره ملاقات خواهند کرد.

## بازیگران
| بازیگر         | نقش                      |
| -------------- | ------------------------ |
| نیکولاس هاموند | پیتر پارکر / مرد عنکبوتی |
| رابرت اف سیمون | جیمز جونا جیمسون         |
| مایکل پتکی     | کاپیتان باربرا           |
| رابرت آلدا     | آقای وایت                |
| چیپ فیلدز      | ریتا کانوی               |
| جوانا کامرون   | گیل هافمن                |
| لی کاوانو      | لیندا                    |
| لارنس پی کیسی  | آنجل                     |
| امیل فارکاس    | اوباش کاراته             |
| رون حاجک       | فروشنده موتورسیکلت       |
| سیدنی کلوت     | بازرس دکارلو             |

## تولید
این فیلم در ۸ مه ۱۹۷۸ در سرزمین‌های اروپایی اکران شد. در سال ۱۹۸۰ نسخه VHS را دریافت کرد.

## بازخورد
از یک بررسی معاصر، ریچارد کامبز از بولتن ماهانه فیلم اعلام کرد که این فیلم یک سوپرمن با قیمت پایین است و نیکلاس هاموند در نقش پیتر پارکر یک «جدی خوش‌اخلاقی است که با کلارک کنت ارتباط برقرار می‌کند، نه با یک گچ و خالدار». نوجوانی از شخصیت اصلی" و اینکه طرح بر روی بدلکاری با "شرور شیک اما غیر هیجان انگیز فرشتگان چارلی نیز فاقد والوپ سبک کمیک استریپ است". این فیلم به دلیل بودجه کم و کمبود جلوه‌های فنی مورد توجه قرار گرفته‌است.

## دنباله
مرد عنکبوتی: چالش اژدها (۱۹۸۱)، ترکیبی از اپیزود دو قسمتی «وب چینی» از مجموعه تلویزیونی مرد عنکبوتی شگفت‌انگیز، که در ۳ فوریه ۱۹۸۱ در سینماهای اروپا به نمایش درآمد.